# Pseudabispa bicolor
Pseudabispa bicolor är en stekelart som först beskrevs av Henri Saussure 1855.  Pseudabispa bicolor ingår i släktet Pseudabispa och familjen Eumenidae.

## Underarter
Arten delas in i följande underarter:
- P. b. aurantiopictus
- P. b. flavescentulus
- P. b. nigrocinctoides